# Иллюстрация (1845—1849)
«Иллюстрация» (1845—1849) — российский журнал, «еженедельное издание всего полезного и изящного».
Журнал выходил в Санкт-Петербурге с 31 марта 1845 года по 1849 год. Издателями и редакторами были Нестор Кукольник, затем, с 1847 года — Александр Башуцкий. С журналом сотрудничали писатели Евгений Вердеревский, Евгений Гребёнка, Владимир Даль, Сергей Дуров, Михаил Михайлов, Николай Полевой, Владимир Соллогуб, Александр Струговщиков, Пётр Фурман, Надежда Хвощинская, художники Евстафий Бернардский, Рудольф Жуковский, психиатр Павел Малиновский и другие.
В первом номере редактор так рассказывал о главной цели журнала: «описание России в её общественных и частных зданиях, в подвигах и трудах замечательных соотечественников, в нравах и обычаях народа, в художествах, искусствах и науках». Публиковались русские и переводные прозаические и стихотворные произведения, заметки по истории, очерки о российских и европейских городах, о памятниках архитектуры и необычных явлениях природы, новости науки и техники, театральная и литературная критика, полезные советы, ребусы. Издание не имело большого успеха, и расходы не окупались подпиской. В 1849 году журнал был закрыт.